# George N. Craig
George North Craig, född 6 augusti 1909 i Brazil, Indiana, död 17 december 1992, var en amerikansk republikansk politiker. Han var Indianas guvernör 1953–1957.
Craig avlade juristexamen vid Indiana University och arbetade sedan som advokat i Indiana. I andra världskriget tjänstgjorde han i USA:s armé och avancerade till överstelöjtnant. Efter kriget var han aktiv i veteranorganisationen American Legion. Han var organisationens ledare (national commander) 1949–1950.
Craig efterträdde 1953 Henry F. Schricker som guvernör och efterträddes 1957 av Harold W. Handley. Han avled år 1992 och gravsattes på Clearview Cemetery i Brazil.